# Kazu Andō
Kazu Andō, właściwie Kazuko Andō z domu Ogino oraz Inukai (ur. 6 marca 1948 w Tokio) – japońska eseistka, pisarka i prezenterka telewizyjna.

## Życiorys
Urodziła się 6 marca 1948 w Tokio. Jej ojcem był japoński polityk Takeru Inukai, matką Masako Ogino, która prowadziła japońską restaurację w Yanagibashi.
W 1954 roku ukończyła Szkołę Podstawowa Gakushuin, następnie Gimnazjum i liceum dla dziewcząt Gakushuin. Ukończyła także Uniwersytet Sophia, następnie przez 2 lata studiowała w Anglii.
W 1979 roku jej mężem został japoński aktor oraz reżyser Eiji Okuda. Mają wspólnie dwie córki: Momoko oraz Sakurę. Od 1986 roku pracowała jako prezenterka telewizyjna.
Przez ponad 10 lat pracowała jako pielęgniarka, zajmując się własną matką. Później na podstawie doświadczenia pisała artykuły i prowadziła wykłady.

## Twórczość
Wpływ na jej twórczość miały relacje z własną matką. Jej książki dotykają tematów relacji w rodzinie, depresji i pielęgniarstwa.